# Testdriven utveckling
Testdriven utveckling (engelska: test-driven development, TDD) är en systemutvecklingsmetod som sätter starkt fokus på automatiserad enhetstestning av varje programblock, följt av integrationstester och användartester.
Metoden förespråkar att ingen programkod får införas eller ändras utan att testfall har skrivits först. Innan kod checkas in ska utvecklaren lokalt köra igenom de nya testfallen för den senaste kodändringen, samt alla testfall. Först när testfallen har exekverats och fått godkänt är utvecklaren tillåten att checka in kodändringen.
Med TDD uppnår man hög testtäckning, bra design[källa behövs] på programkoden och dokumentation för nya utvecklare. Det ultimata motivet är låg kostnad för kodförändring över tiden.
Tack vare TDD törs utvecklaren göra även genomgripande förändringar av koden och genom en bred testsvit får man veta om den egna kodändringen haft sönder annan kod i systemet.